# Tattooed Millionaire
Tattooed Millionaire – pierwsza solowa płyta Bruce’a Dickinsona, wokalisty Iron Maiden, wydana w 1990 r.
Płyta była zupełnie inna niż dotychczasowa twórczość Bruce'a i Iron Maiden. Wielu fanów spodziewało się agresywnej melodii, fantastycznego tekstu jak w utworach Iron Maiden/Ronniego Jamesa Dio/Black Sabbath. Tattooed Millionaire zawiera jednak raczej utwory w stylu rock/pop metal.

## Lista utworów
1. "Son of a Gun"
2. "Tattooed Millionaire"
3. "Born in '58"
4. "Hell on Wheel"
5. "Gypsy Road"
6. "Dive! Dive! Dive!"
7. "All the Young Dudes"
8. "Lickin' the Gun"
9. "Zulu Lulu"
10. "No Lies"
11. "Bring your Daughter...to the Slaughter"
12. "Ballad of Mutt"
13. "Winds if change"
14. "Darkness be my friend"
15. "Sin city (AC/DC cover)"
16. "Dive! dive! dive! live"
17. "Riding with the Angels"
18. "Sin city ( AC/DC cover )live"
19. "Black night live (Deep Purple cover)"
20. "Son of a gun (live)"
21. "Tattooed Millionaire (live)"

## Nagrody i pozycja na listach
- 1990 - 100. na liście Billboard 200[5]

## Twórcy
- Bruce Dickinson – wokal
- Andi Carr – gitara basowa
- Fabio del Rio – perkusja
- Janick Gers – gitara
- Ian Cooper – nadzór
- Ross Halfin – fotograf